# 東金站

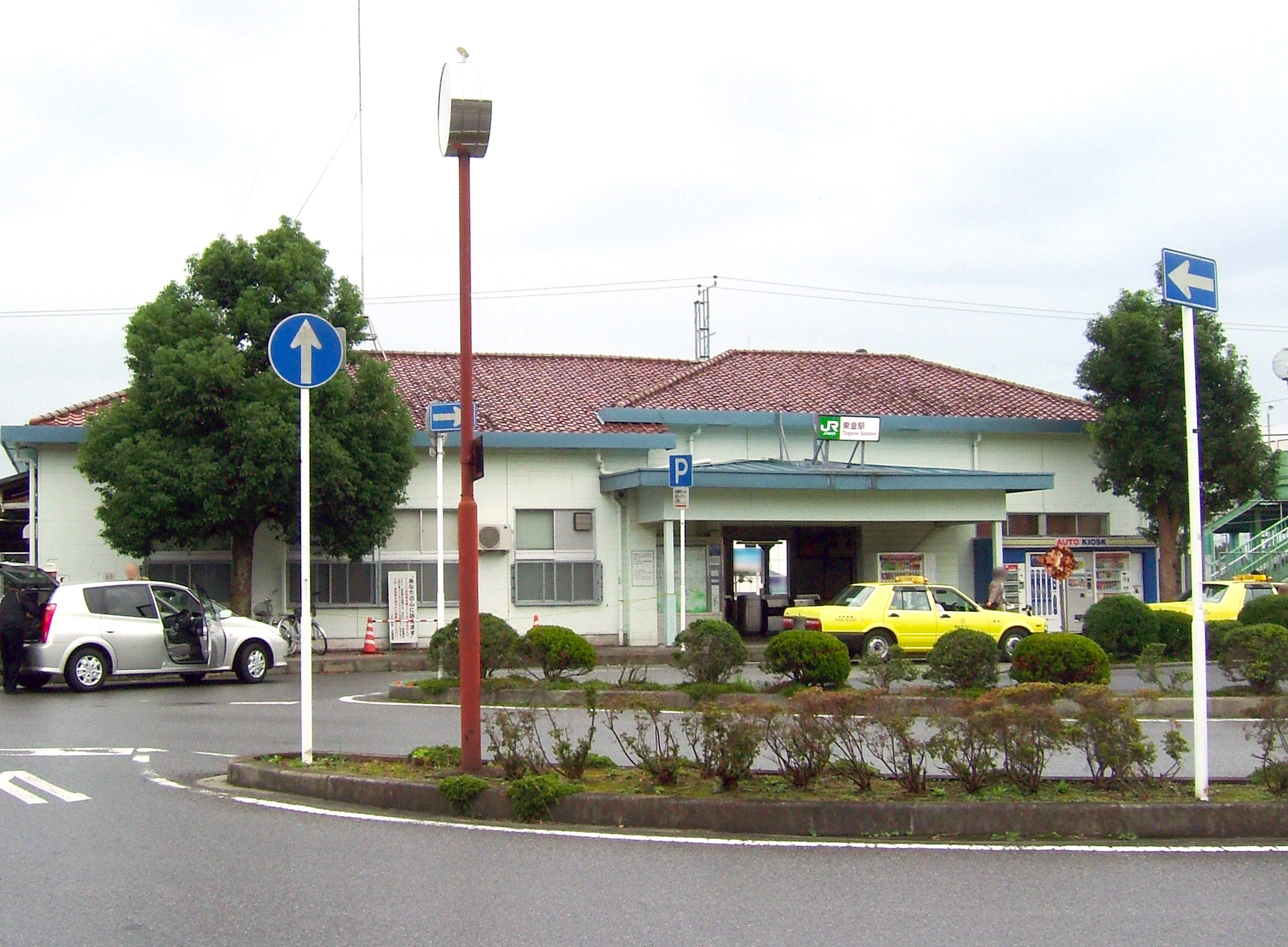
車站大樓、西出口站前迴旋路（2008年10月26日）

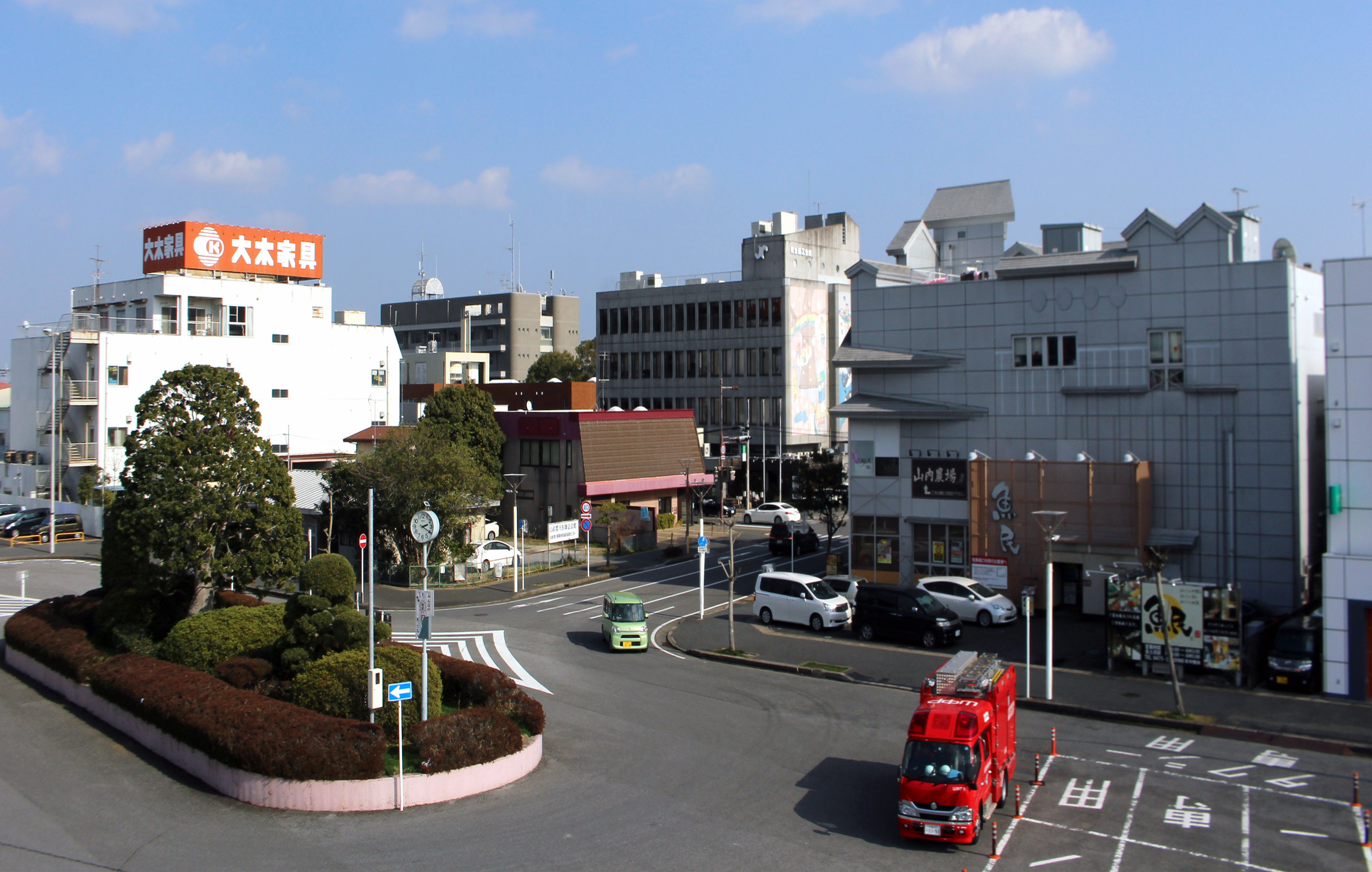
東出口站前迴旋路（2019年3月5日）

東金站（日语：／ Tōgane eki */?）是位於千葉縣東金市東金585號，東日本旅客鐵道（JR東日本）的東金線車站。在1961年前，此站設有九十九里鐵道線。

## 歷史
此站位於山武地區一帶的中心都市——東金市的市中心。此站在1900年（明治33年）6月啟用。當時房總鐵道的目的地是東金，但是當地居民表示反對，因此鐵路線只開通至大網。隨後大網站至此站之間之間才開通，達成當初的目的。
在車站啟用7年後的1907年（明治40年）9月，根據鐵道國有法，房總鐵道被國有化，成為國鐵車站。在1909年（明治42年），大網站至此站之間區間成為東金線的本線，外房線為支線。當時大網站至此站之間沒有中途車站，在1911年（明治44年）11月此站繼續延伸至成東站。
在1926年（大正15年）11月，九十九里軌道連接此站。尤如其名，九十九里軌道可前往九十九里海岸的片貝站。在夏季會有海灘客乘客該鐵路線前往九十九里，使鐵路列車滿客。受到機動化影響，公司名稱改名為九十九里鐵道，隨後於1961年（昭和36年）結束鐵路線服務，並專注於巴士業務。在1972年前，車站內還設有九十九里鐵道的遺蹟，直至進行土地整理項目。在1973年（昭和48年）9月，國鐵東金線全線電氣化，此站設有電動列車停靠。在1987年（昭和62年）4月，隨著國鐵分割民營化，成為JR東日本車站。
- 1900年（明治33年）6月30日：房總鐵道車站啟用[1]。為旅客和貨物車站。在啟用當初為終點站。
- 1907年（明治40年）9月1日：房總鐵道被國有化（日语：鉄道国有法），成為國有鐵道車站[1]。
- 1909年（明治42年）10月12日：大網站至此站之間成為東金線[1]。
- 1911年（明治44年）11月1日：東金線此站至成東站之間開通[1]。
- 1926年（大正15年）11月25日：九十九里軌道此站至片貝站（後來為上總片貝站（日语：上総片貝駅））之間開通[1]。
- 1932年（昭和7年）3月24日：九十九里軌道公司名稱改名為九十九里鐵道[1]。
- 1961年（昭和36年）3月1日：九十九里鐵道此站至上總片貝站之間廢止[1]。
- 1973年（昭和48年）9月28日：國鐵東金線全線電氣化[1]。
- 1987年（昭和62年）4月1日：伴隨國鐵分割民營化，車站由東日本旅客鐵道（JR東日本）營運[1]。
- 2001年（平成13年）11月18日：此站開始使用IC卡「Suica」[広報 1]。
- 2005年（平成17年）3月31日：引入發車音樂系統[1]。
- 2006年（平成18年）4月1日：綠色窗口結業，設置「你好售票機Kaeru君」[1]。
- 2012年（平成24年）3月14日：「你好售票機Kaeru君」結束服務。
- 2014年（平成26年）11月20日：成為業務委託車站[2]。

## 車站構造
此站是地面車站，設有2面2線的相對式月台。車站大樓是一座木造平屋建築物，建築物的天井較高。大樓鄰接月台。在車站大樓旁設有已停用的缺角式月台。
在兩月台之間設有跨線橋（設有升降機）連接。另外，在站外也設有跨線橋，與站內跨線橋平行。車站內只有車站大樓內的一處出入口（車站西北方）。在站外的跨線橋沒有扶手電梯和升降機等無障礙設備。乘客或需要使用附近的平交道橫過路軌。除了升降機外，車站內設有盲人引導徑和多功能廁所等無障礙設備。在自動閘機上設有LED式列車出發顯示牌。在閘口內外均設有廁所。
此站成為由大網站管理的業務委託車站，委托了JR東日本車站服務負責車站業務。車站內設有自動閘機（可使用Suica）和指定券自動售票機。綠色窗口在2006年（平成18年）4月1日結業，取而代之為新的「你好售票機Kaeru君」，隨著設置指定席售票機，你好售票機Kaeru君於2012年3月14日廢止。

### 月台
| 月台 | 路線    | 上下行 | 方向     |
| ---- | ------- | ------ | -------- |
| 1、2 | ■東金線 | 下行   | 成東方向 |
| 1、2 | ■東金線 | 上行   | 大網方向 |

參考
- 當不需要列車交會時，列車使用靠近車站大樓一方的1號月台。
- 當需要列車交會時，會按不同列車類別和列車車廂數目而設有不同情況。當中沒有兩架快速列車進行交會。
  - 上下行均為各站停車，均為4卡車廂 - 下行列車使用1號月台，上行列車使用2號月台。
  - 上下行均為各站停車，均為6卡車廂 - 下行列車使用1號月台，上行列車使用2號月台。
  - 上下行均為各站停車，下行列車為6卡車廂，上行列車為4卡車廂 - 下行列車使用1號月台，上行列車使用2號月台。
  - 上下行均為各站停車，上行列車為6卡車廂，上行列車為4卡車廂 - 上行列車使用1號月台，下行列車使用2號月台。
  - 上行列車為京葉線直通的通勤快速或快速，下行列車為各站停車 - 上行列車使用1號月台，下行列車使用2號月台。
  - 上行列車為各站停車，下行列車為京葉線直通的通勤快速或快速 - 下行列車使用1號月台，上行列車使用2號月台。
- 1號月台為上下行本線，同時為一線通過（日语：一線スルー）構造。1、2號月台可向兩方向出發或從兩方向進站。
- 月台可容納6卡車廂。

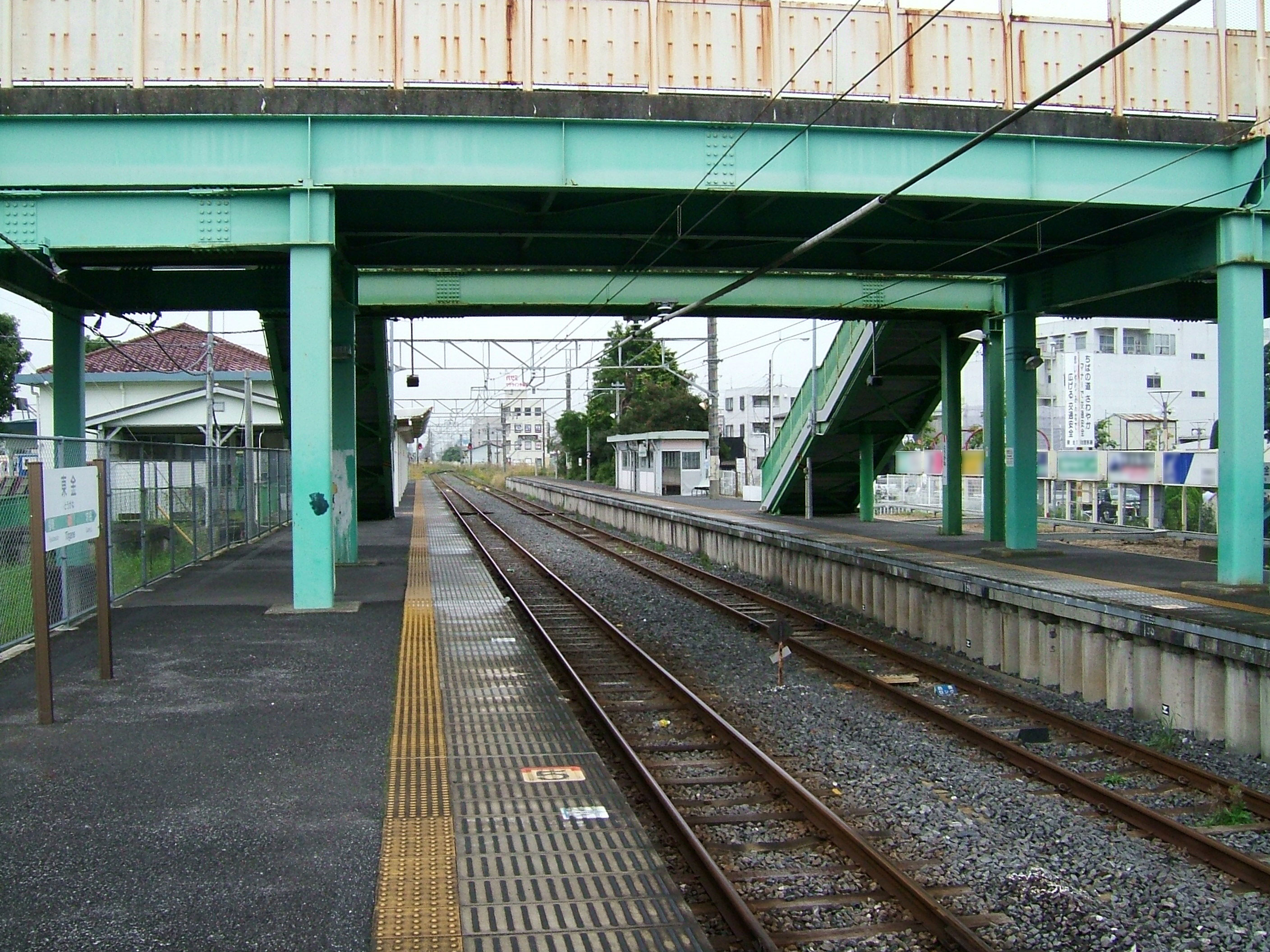
月台（2008年10月26日）
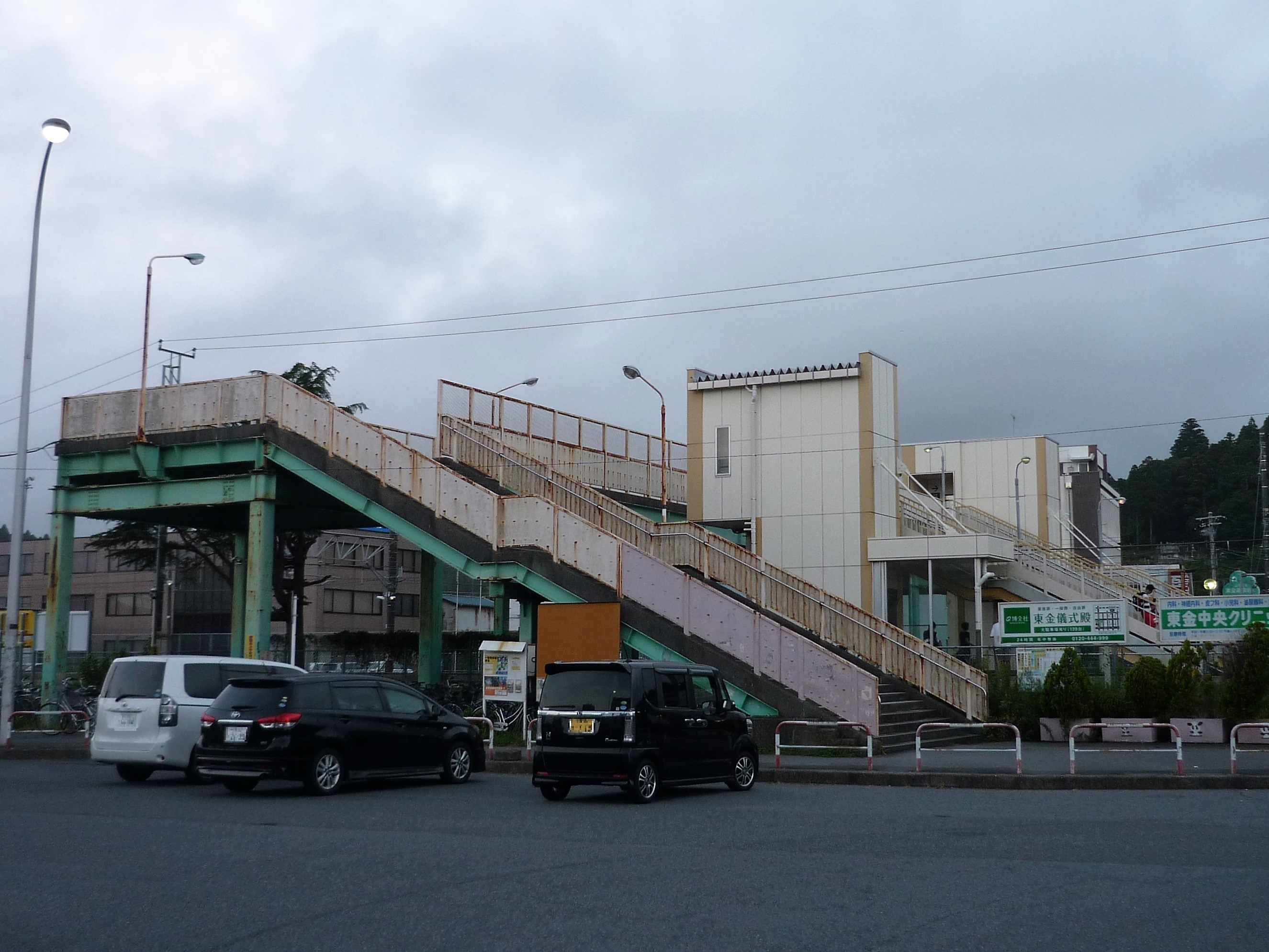
從東出口一方看見2座跨線橋（2018年7月29日）

## 使用狀況
在2019年（令和元年）度1日平均乘車人次為4,187人，以下為乘車人次變化列表：
| 乘車人次變化       | 乘車人次變化     | 乘車人次變化 |
| 年度               | 1日平均 乘車人次 | 參考資料     |
| ------------------ | ---------------- | ------------ |
| 1990年（平成02年） | 5,346            | [ * 1 ]      |
| 1991年（平成03年） | 5,449            | [ * 2 ]      |
| 1992年（平成04年） | 5,553            | [ * 3 ]      |
| 1993年（平成05年） | 5,609            | [ * 4 ]      |
| 1994年（平成06年） | 5,511            | [ * 5 ]      |
| 1995年（平成07年） | 5,380            | [ * 6 ]      |
| 1996年（平成08年） | 5,266            | [ * 7 ]      |
| 1997年（平成09年） | 5,010            | [ * 8 ]      |
| 1998年（平成10年） | 4,832            | [ * 9 ]      |
| 1999年（平成11年） | 4,649            | [ * 10 ]     |
| 2000年（平成12年） | 4,700            | [ * 11 ]     |
| 2001年（平成13年） | 4,717            | [ * 12 ]     |
| 2002年（平成14年） | 4,772            | [ * 13 ]     |
| 2003年（平成15年） | 4,584            | [ * 14 ]     |
| 2004年（平成16年） | 4,615            | [ * 15 ]     |
| 2005年（平成17年） | 4,596            | [ * 16 ]     |
| 2006年（平成18年） | 4,640            | [ * 17 ]     |
| 2007年（平成19年） | 4,617            | [ * 18 ]     |
| 2008年（平成20年） | 4,636            | [ * 19 ]     |
| 2009年（平成21年） | 4,530            | [ * 20 ]     |
| 2010年（平成22年） | 4,530            | [ * 21 ]     |
| 2011年（平成23年） | 4,482            | [ * 22 ]     |
| 2012年（平成24年） | 4,516            | [ * 23 ]     |
| 2013年（平成25年） | 4,539            | [ * 24 ]     |
| 2014年（平成26年） | 4,356            | [ * 25 ]     |
| 2015年（平成27年） | 4,339            | [ * 26 ]     |
| 2016年（平成28年） | 4,289            | [ * 27 ]     |
| 2017年（平成29年） | 4,256            | [ * 28 ]     |
| 2018年（平成30年） | 4,238            | [ * 29 ]     |
| 2019年（令和元年） | 4,187            |              |

## 車站周邊

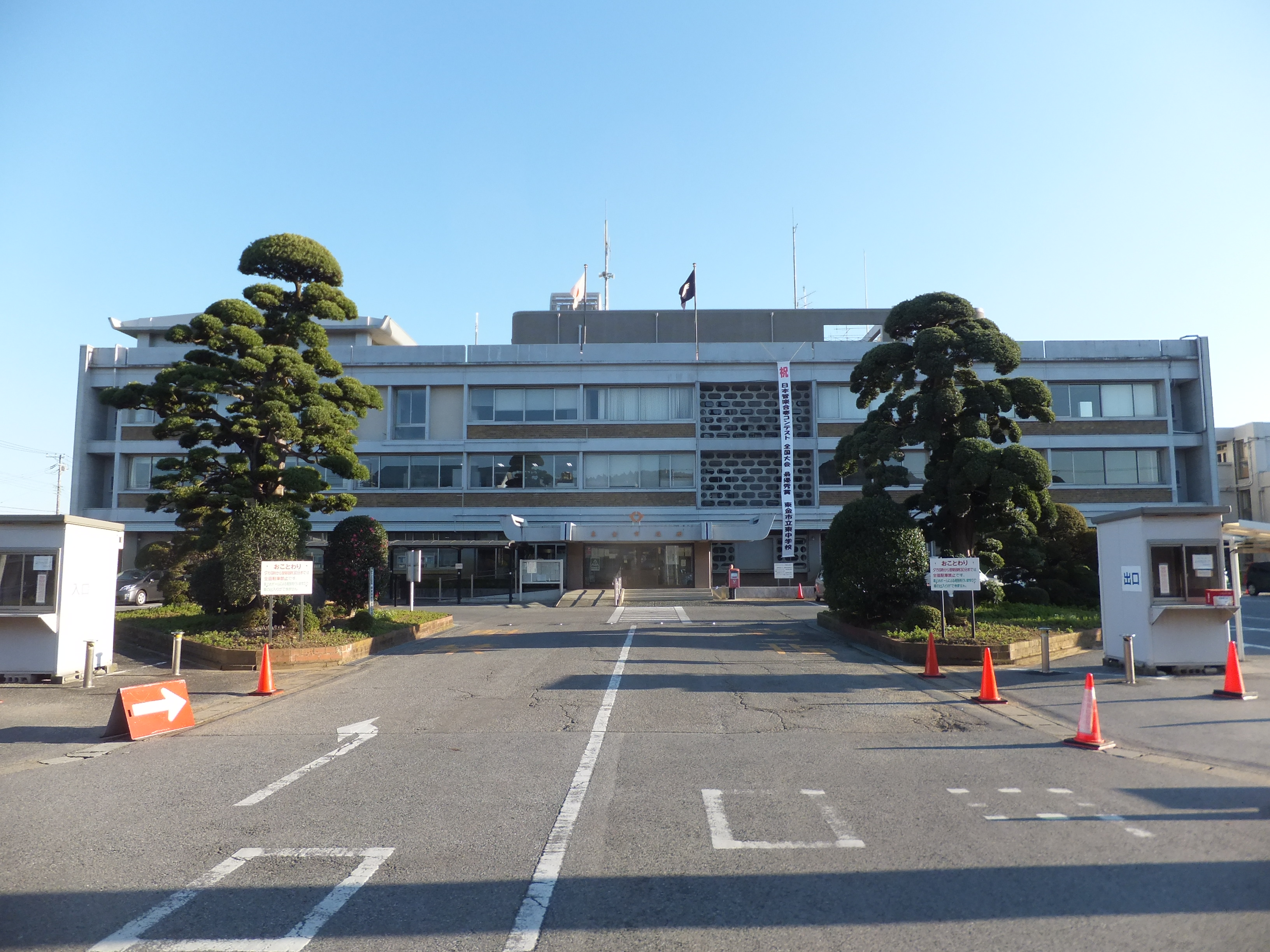
東金市政廳

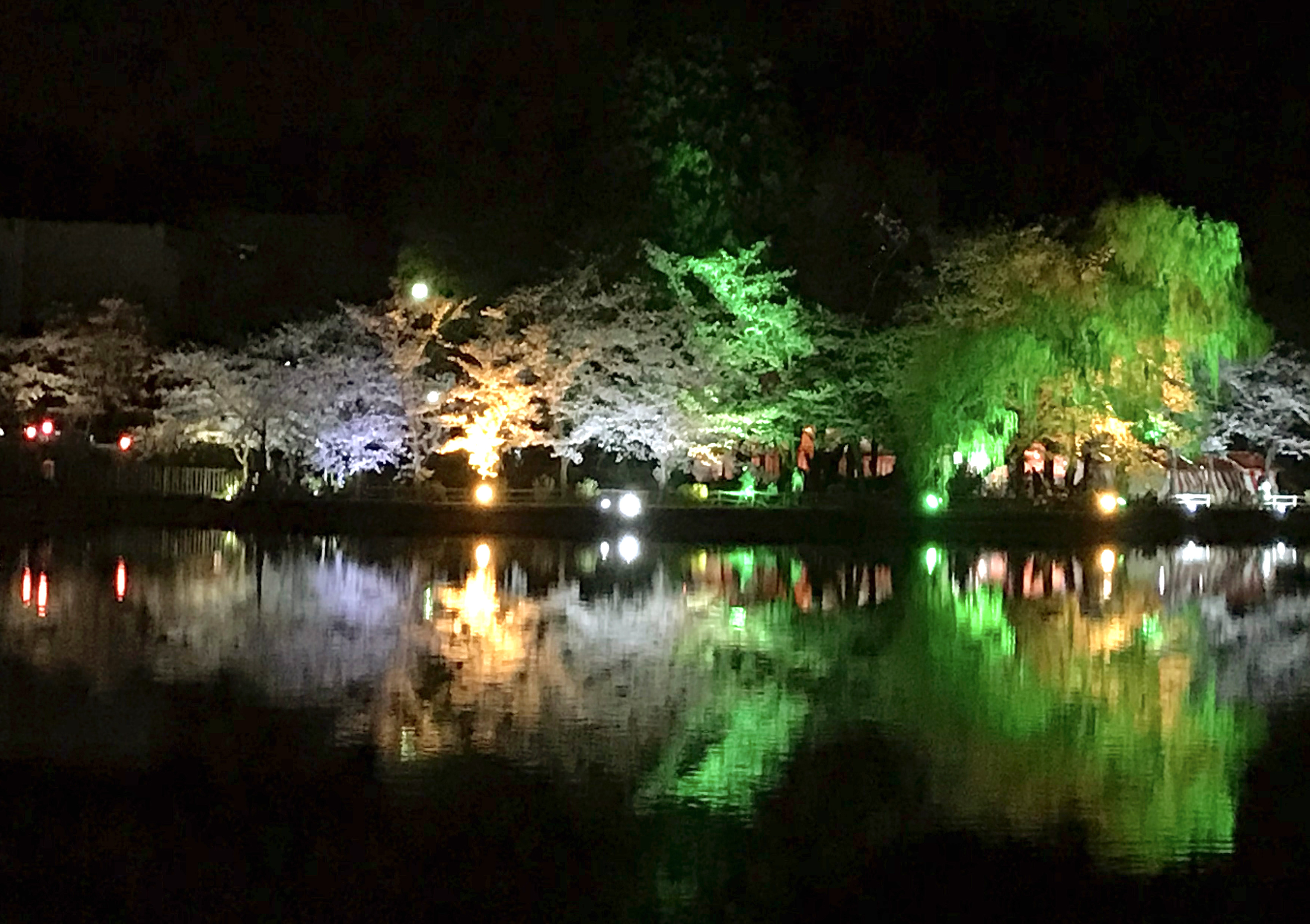
八鶴湖（東金櫻節）

車站位於東金市中心，鄰近東金市政廳。車站東邊設有市政廳和官廳等公共設施、
車站西出口設有古老的站前商店街。車站東南方設有東金購物中心SUNPIA。車站東邊設有國道126號繞道，在該處為東金市的商業中心地方。沿國道126號繞道上設有大型商業設施（路邊商店），並每年增加商店數目。在2015年（平成27年）3月，站前公寓大廈落成。

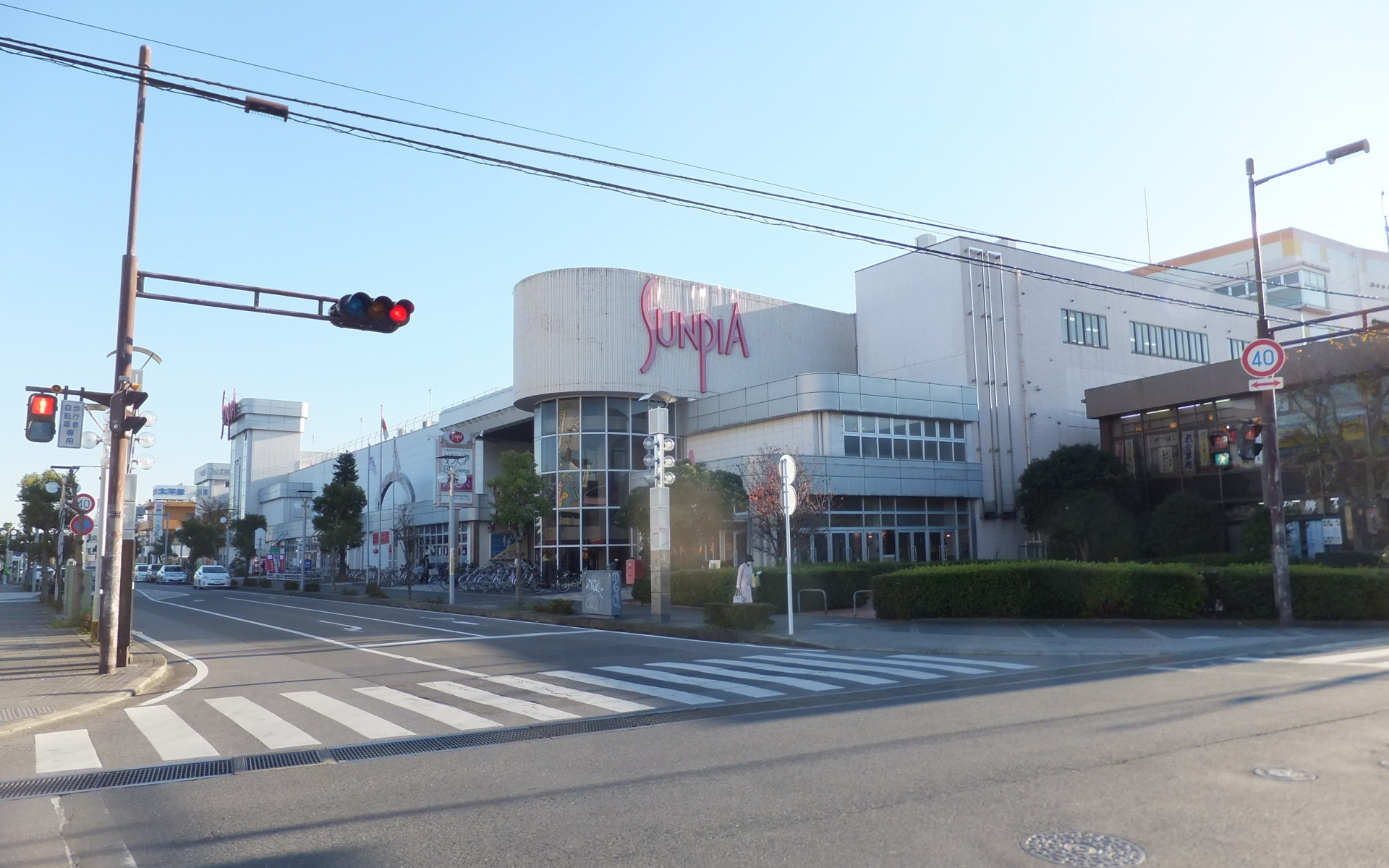
東金購物中心SUNPIA

- 東金市政廳
- 東金警署（日语：東金警察署）
- 東金警署東金站前派出所
- 千葉地方法務局 東金出張所
- 東京國稅局 東金稅務署
- 關東農政局（日语：関東農政局） 兩總農業水利事業所
- 千葉勞動局（日语：千葉労働局） 東金勞動基準監督署（日语：労働基準監督署）
- 東金簡易裁判所（日语：東金簡易裁判所）
- 東金文化會館
- 山武健康福祉中心
- 千葉県立東金高等學校（日语：千葉県立東金高等学校）
- 東金市立東金中學
- 東金市立城西小學
- 東金市立鴇嶺小學
- 東金市立東金幼稚園
- 東金市立城西幼稚園
- 東金市立嶺南幼稚園
- 東金幼稚園
- 東金市立第1保育所
- 東金市立第2保育所
- 東金櫻花保育園
- 東金郵局（日语：東金郵便局）
- 東金上宿郵局
- 南總通運（日语：南総通運）總部
- 九十九里鐵道（日语：九十九里鉄道）總部
- 多田屋總部
- 千葉銀行東金分店
- 京葉銀行（日语：京葉銀行）東金分店
- 千葉信用金庫（日语：千葉信用金庫）東金分店
- JA山武郡市（日语：山武郡市農業協同組合）東金分所
- 銚子信用金庫（日语：銚子信用金庫）東金分店
- 銚子商工信用組合（日语：銚子商工信用組合）東金分店
- 京葉學院（日语：京葉学院）小·中學部東金校
- ITTO個別指導學院（日语：ITTO個別指導学院）東金中央校
- 明光義塾（日语：明光義塾）東金教室
- 八鶴湖（日语：八鶴湖）
- 東金中央公園
- 阿部倉下公園
- 八鶴湖公園
- 丸山公園
- 東金城（日语：東金城）址
- 東金湖（東金水壩（日语：東金ダム））

主要商業設施
- 東金購物中心SUNPIA（日语：東金ショッピングセンター サンピア）
- AEON東金店
- 霞食品市場（日语：カスミ）押堀店
- 大洋Big House（日语：タイヨー (茨城県)）東金店
- 川口日吉台店
- 村之市場東金店
- 京葉D2（日语：ケーヨー）東金店
- K's電機（日语：ケーズホールディングス）東金店
- 山田電機Teccland東金店
- Yax藥品（日语：千葉薬品）東金新町店
- WonderGOO（日语：ワンダーコーポレーション）東金店
- WonderREX東金店
- 山武綠之風東金店（JA山武郡市農產物直銷處）
- 活活家東金店

## 巴士路線

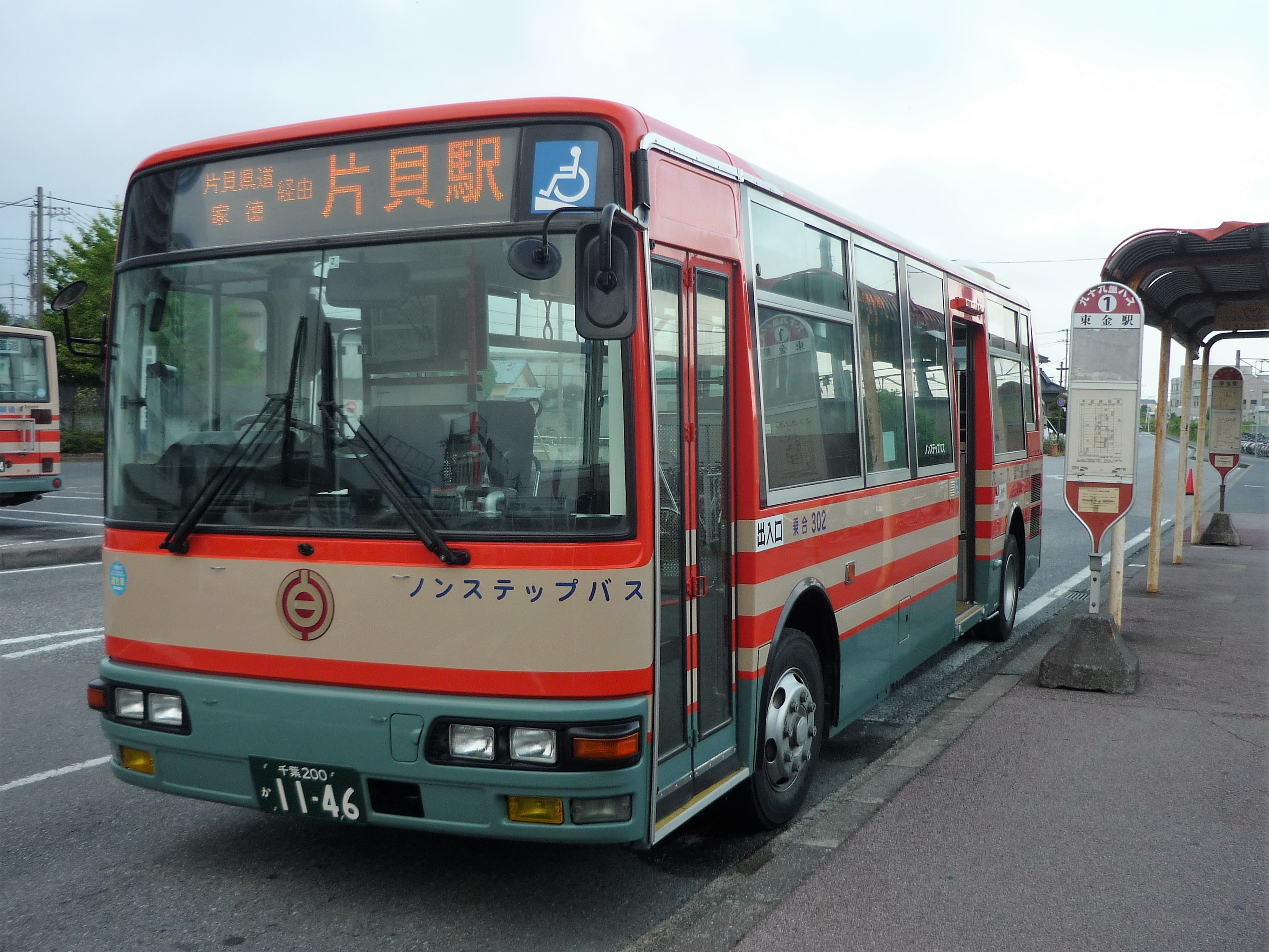
九十九里鐵道巴士（西出口迴旋路）

在站前設有迴旋路。該處設有巴士和的士站。九十九里鐵道巴士、小湊鐵道巴士和京濱急行巴士（前往羽田機場）均設有巴士路線駛入。在九十九里鐵道巴士中，於站前設有巴士資訊板。前往東京站八重洲出口的巴士路線行走於千葉縣道119號東金源線上。「東金站入口」巴士站位於車站閘口外（西出口），然後在上述縣道的路口右轉處。
| 乘車處       | 乘車處       | 系統                | 主要途經                               | 目的地           | 巴士公司              | 備註         |
| ------------ | ------------ | ------------------- | -------------------------------------- | ---------------- | --------------------- | ------------ |
| 東金站       | 1            | 片貝線              | 家德、西之下                           | 片貝站           | 九十九里鐵道          |              |
| 東金站       | 1            | 片貝線              | 家德、西之下                           | 本須賀           | 九十九里鐵道          |              |
| 東金站       | 1            | 片貝線              | 家德、西之下、不動堂                   | 日出九十九里     | 九十九里鐵道          |              |
| 東金站       | 1            | 片貝線              | 家德、西之下、不動堂、幸田             | 東金站           | 九十九里鐵道          |              |
| 東金站       | 2            | 豐海線              | 幸田、不動堂                           | 片貝站           | 九十九里鐵道          |              |
| 東金站       | 2            | 豐海線              | 幸田、不動堂、日出九十九里             | 白里             | 九十九里鐵道          |              |
| 東金站       | 2            | 豐海線              | 幸田、不動堂、西之下、家德             | 東金站           | 九十九里鐵道          |              |
| 東金站       | 13           | 東金湖濱山線        | 日吉台四丁目、西丘、湖北台             | 東金站           | 九十九里鐵道          | 於上午服務   |
| 東金站       | 13           | 東金湖濱山線        | 日吉台四丁目、湖北台、西丘             | 東金站           | 九十九里鐵道          | 於下午服務   |
| 東金站       | 14           | 八街線              | 菅谷、上布田、極樂寺                   | 八街站           | 九十九里鐵道          |              |
| 東金站       | 14           | 八街線              | 丘山小學、瀧台、極樂寺                 | 八街站           | 九十九里鐵道          | 平日只有1班  |
| 東金站       |              | 千葉學藝高校線      |                                        | 千葉學藝高校     | 九十九里鐵道          |              |
| 東金站       |              | 東金商業高校線      |                                        | 東金商業高校     | 九十九里鐵道          |              |
| 東金站入口   | 東金站入口   | 海邊Liner           | -                                      | 東京站八重洲出口 | 千葉花巴士            |              |
| 東金站入口   | 東金站入口   | 花Liner             | 中央三丁目                             | JR千葉站         | 千葉花巴士            |              |
| 東金站入口   | 東金站入口   | 花Liner             | 東千葉醫療中心、中央三丁目             | JR千葉站         | 千葉花巴士            |              |
| 東金站入口   | 東金站入口   | 千葉線              | 丘山小學、中野操車場、中央三丁目       | JR千葉站         | 千葉花巴士            |              |
| 東金站入口   | 東金站入口   | 千葉線              | 丘山小學、東千葉醫療中心               | 中野操車場       | 千葉花巴士            |              |
| 東金站入口   | 東金站入口   | 花Liner             | 成東高校前                             | 成東車廠         | 千葉花巴士            |              |
| 東金站入口   | 東金站入口   | 千葉線              | 成東高校前                             | 成東站           | 千葉花巴士            |              |
| 東金站東出口 | 東金站東出口 | 羽田機場線          | 季美之森、五井站                       | 羽田機場         | 小湊鐵道 京濱急行巴士 |              |
| 東金站東出口 | 東金站東出口 | 九十九里Liner       | 家德、西之下                           | 片貝站           | 九十九里鐵道          |              |
| 東金站東出口 | 東金站東出口 | 九十九里Liner       | 砂鄉、東千葉醫療中心、中央三丁目       | JR千葉站         | 九十九里鐵道          |              |
| 東金站東出口 | 東金站東出口 | 大網線              | 砂鄉、福俵                             | 大網站           | 九十九里鐵道          | 平日只有1班  |
| 東金站西出口 | 東金站西出口 | 湖濱Liner、湖濱山線 | -                                      | JR千葉站         | 九十九里鐵道          |              |
| 東金站西出口 | 東金站西出口 | 東千葉醫療中心線    | -                                      | 東千葉醫療中心   | 九十九里鐵道          | 只於平日服務 |
| 東金市政廳前 | 東金市政廳前 | 福岡路線            | 福俵、幸田、東中島、小沼田中央         | 東金市政廳前     | 東金市內循環巴士      | 只於平日服務 |
| 東金市政廳前 | 東金市政廳前 | 福岡路線            | 親睦中心                               | 東金市政廳前     | 東金市內循環巴士      | 只於平日服務 |
| 東金市政廳前 | 東金市政廳前 | 豐成路線            | 親睦中心、求名站入口、豐成公民館、殿廻 | 東金市政廳前     | 東金市內循環巴士      | 只於平日服務 |

小湊鐵道設有大網站前往求名站之間的深夜巴士路線，該巴士站為落客站。

## 相鄰車站
東日本旅客鐵道（JR東日本）
■東金線
■通勤快速、■快速（在東金線內各站停車）、■普通（各站停車）
福俵－東金－求名

### 曾經存在的路線
九十九里鐵道
東金－堀上

## 注腳

### 廣報資料、新聞發布等資料
1. ↑   (PDF). 東日本旅客鉄道.   [2020-04-30]. （原始内容 (PDF)存档于2019-07-27） （日语）.

### 使用狀況
1. ↑  千葉縣統計年鑑 （页面存档备份，存于）（日語） - 千葉縣
2. ↑  東金市統計書 （页面存档备份，存于）（日語） - 東金市

JR東日本2000年度以後的乘車人次
1. ↑  各駅の乗車人員（2000年度） （页面存档备份，存于）（日語） - JR東日本
2. ↑  各駅の乗車人員（2001年度） （页面存档备份，存于）（日語） - JR東日本
3. ↑  各駅の乗車人員（2002年度） （页面存档备份，存于）（日語） - JR東日本
4. ↑  各駅の乗車人員（2003年度） （页面存档备份，存于）（日語） - JR東日本
5. ↑  各駅の乗車人員（2004年度） （页面存档备份，存于）（日語） - JR東日本
6. ↑  各駅の乗車人員（2005年度） （页面存档备份，存于）（日語） - JR東日本
7. ↑  各駅の乗車人員（2006年度） （页面存档备份，存于）（日語） - JR東日本
8. ↑  各駅の乗車人員（2007年度） （页面存档备份，存于）（日語） - JR東日本
9. ↑  各駅の乗車人員（2008年度） （页面存档备份，存于）（日語） - JR東日本
10. ↑  各駅の乗車人員（2009年度） （页面存档备份，存于）（日語） - JR東日本
11. ↑  各駅の乗車人員（2010年度） （页面存档备份，存于）（日語） - JR東日本
12. ↑  各駅の乗車人員（2011年度） （页面存档备份，存于）（日語） - JR東日本
13. ↑  各駅の乗車人員（2012年度） （页面存档备份，存于）（日語） - JR東日本
14. ↑  各駅の乗車人員（2013年度） （页面存档备份，存于）（日語） - JR東日本
15. ↑  各駅の乗車人員（2014年度） （页面存档备份，存于）（日語） - JR東日本
16. ↑  各駅の乗車人員（2015年度） （页面存档备份，存于）（日語） - JR東日本
17. ↑  各駅の乗車人員（2016年度） （页面存档备份，存于）（日語） - JR東日本
18. ↑  各駅の乗車人員（2017年度） （页面存档备份，存于）（日語） - JR東日本
19. ↑  各駅の乗車人員（2018年度） （页面存档备份，存于）（日語） - JR東日本
20. ↑  各駅の乗車人員（2019年度） （页面存档备份，存于）（日語） - JR東日本

千葉縣統計年鑑
1. ↑  千葉縣統計年鑑（平成3年） （页面存档备份，存于）（日語）
2. ↑  千葉縣統計年鑑（平成4年） （页面存档备份，存于）（日語）
3. ↑  千葉縣統計年鑑（平成5年） （页面存档备份，存于）（日語）
4. ↑  千葉縣統計年鑑（平成6年） （页面存档备份，存于）（日語）
5. ↑  千葉縣統計年鑑（平成7年） （页面存档备份，存于）（日語）
6. ↑  千葉縣統計年鑑（平成8年） （页面存档备份，存于）（日語）
7. ↑  千葉縣統計年鑑（平成9年） （页面存档备份，存于）（日語）
8. ↑  千葉縣統計年鑑（平成10年） （页面存档备份，存于）（日語）
9. ↑  千葉縣統計年鑑（平成11年） （页面存档备份，存于）（日語）
10. ↑  千葉縣統計年鑑（平成12年） （页面存档备份，存于）（日語）
11. ↑  千葉縣統計年鑑（平成13年） （页面存档备份，存于）（日語）
12. ↑  千葉縣統計年鑑（平成14年） （页面存档备份，存于）（日語）
13. ↑  千葉縣統計年鑑（平成15年） （页面存档备份，存于）（日語）
14. ↑  千葉縣統計年鑑（平成16年） （页面存档备份，存于）（日語）
15. ↑  千葉縣統計年鑑（平成17年） （页面存档备份，存于）（日語）
16. ↑  千葉縣統計年鑑（平成18年） （页面存档备份，存于）（日語）
17. ↑  千葉縣統計年鑑（平成19年） （页面存档备份，存于）（日語）
18. ↑  千葉縣統計年鑑（平成20年） （页面存档备份，存于）（日語）
19. ↑  千葉縣統計年鑑（平成21年） （页面存档备份，存于）（日語）
20. ↑  千葉縣統計年鑑（平成22年） （页面存档备份，存于）（日語）
21. ↑  千葉縣統計年鑑（平成23年） （页面存档备份，存于）（日語）
22. ↑  千葉縣統計年鑑（平成24年） （页面存档备份，存于）（日語）
23. ↑  千葉縣統計年鑑（平成25年） （页面存档备份，存于）（日語）
24. ↑  千葉縣統計年鑑（平成26年） （页面存档备份，存于）（日語）
25. ↑  千葉縣統計年鑑（平成27年） （页面存档备份，存于）（日語）
26. ↑  千葉縣統計年鑑（平成28年） （页面存档备份，存于）（日語）
27. ↑  千葉縣統計年鑑（平成29年） （页面存档备份，存于）（日語）
28. ↑  千葉縣統計年鑑（平成30年） （页面存档备份，存于）（日語）
29. ↑  千葉縣統計年鑑（令和元年） （页面存档备份，存于）（日語）

## 外部連結
- 車站資訊（東金）：東日本旅客鐵道（日語）
- 關於東金城址 （页面存档备份，存于）（日語）